# 독일 천문학회

Astronomische Gesellschaft의 로고.

독일 천문학회 (Astronomische Gesellschaft)는 1863년 하이델베르크에서 설립된 천문학회의 하나로 영국 왕립천문학회 다음으로 두 번째로 오래된 천문학회이다.
독일 천문학회는 1882년 킬에서 천문 전보를 위한 중앙국 (Central Bureau for Astronomical Telegrams) 설립했으며, 제1차 세계대전 시기에 덴마크 코펜하겐의 Østervold 천문대로 이전하여 코펜하겐 대학 천문대에 의하여 운영될 때가지 존속하였다.
20세기로 접어들 무렵 이 학회에서는 이 시대의 가장 중요한 별 목록인 독일천문학회 카탈로그 (AGK, Astronomische Gesellschaft Catalogue)를 시작했다.
1939년 8월 단치히(지금의 그단스크 )에서 열린 학회가 마지막으로 이후 중단되었다가 1947년 괴팅겐에서 학회가 다시 열렸는데 이때에 영국지역 천문학회( Astronomische Gesellschaft in der Britischen Zone) 로 학회가 재개되었다. 전후 편집위원회는 회장 알브레히트 운죌트 (Albrecht Unsöld, Kiel), 오토 헤크만 (Otto Heckmann), J. 라링크 (J. Larink), B. 슈트라슬 (B. Straßl), 파울 텐 브루겐카테 (Paul ten Bruggencate) 및 학회의 아마추어를 대표하는 막스 바이에르(Max Beyer)로 구성되어 있다.

## 회장
- 1863–1864: 율리우스 체흐
- 1864–1867: 프리드리히 빌헬름 아르겔란더
- 1867–1878: 오토 빌헬름 폰 스트루베
- 1878–1881: 아달버트 크루거
- 1881–1889: 아서 오워스[3]
- 1889–1896: 휴고 질덴
- 1896–1921: 휴고 폰 젤리거
- 1921–1930: Svante Elis Strömgren
- 1930–1932: 막스 울프
- 1932–1939: 한스 루덴도르프
- 1939–1945: 아우구스트 코프
- 1945–1947: 공석
- 1947–1949: 알브레히트 운셀드
- 1949–1952: 프리드리히 베커
- 1952–1957: 오토 헤크만
- 1957–1960: 폴 텐 브루겐카테
- 1960–1966: 한스 하프너
- 1966–1969: 루돌프 키펜한
- 1969–1972: 월터 프리케
- 1972–1975: 한스-하인리히 보이트
- 1975–1978: 볼프강 프리스터
- 1978–1981: 테오도르 슈미트 칼러
- 1981–1984: 구스타프 안드레아스 탐만
- 1984–1987: 마이클 그로잉
- 1987–1990: 에곤 호르스트 슈뢰터
- 1990–1993: 볼프강 힐레브란트
- 1993–1996: 한스 루더
- 1996–1999: 베르너 파우
- 1999–2002: 에르빈 세들마이어
- 2002–2005: 요아킴 크라우터
- 2005–2008: 게르하르트 헨슬러
- 2008–2011: 랄프-위르겐 데트마르
- 2011–2014: 안드레아스 부르케르트
- 2014–2017: 마티아스 스타인메츠
- 2017–2020: 요아힘 왐스간스
- 2020년 이후: 마이클 크레이머[4]

## 명예회원
학회의 명예회원(임명 연도 포함)은 아래와 같다.
- 알브레히트 운죌트 (1989)
- 빌헬름 베커 (1992)
- 에리히 키르스트 (1992)
- 마틴 슈바르츠실트 (1993)
- 레이마르 뤼스트 (1998)
- 한스-하인리히 보이트 (2007)
- 클라우스 치라 (2011)
- 루돌프 키펜한 (2016)

## 상
천문 학회에서는 아래와 같은 상을 수여하고 있다.
- 카를 슈바르츠실트 메달
- 루트비히 비어만 푀르데르프라이스
- 브루노 H. 뷔르겔 상(Bruno H. Bürgel Award)
- 한스 루트비히 노이만 상(Hans Ludwig Neumann Award)

이외에 하노 및 루트 뢸린 상도 연례 학회에서 수여되지만 이 상은 막스 플랑크 천문학 연구소에서 주관하고 있다.

## 같이 보기
- 천문 계산 연구소(하이델베르크 대학교)
- Vereinigte Astronomische Gesellschaft
- 천문 학회 목록

## 추가 자료
- Schmeidler, F. 1988, Die Geschichte der Astronomischen Gesellschaft, Jubiläumsband - 125 Jahre Astronomische Gesellschaft, Astron. Ges. Hamburg, vi + 70pp.
- Internationality from the VAG (1800) to the Astronomische Gesellschaft.